# ويليام هوغن
ويليام هوغن هو سياسي كندي، ولد في 15 سبتمبر 1937 في سانت جونز في كندا. حزبياً، نشط في الحزب الليبرالي في نيوفندلاند ولابرادور ‏.